# .gn
.gn је највиши Интернет домен државних кодова (ccTLD) за Гвинеју.